# 빅토리야 이사코바
빅토리야 이사코바(러시아어: Викто́рия Иса́кова, 1976년 10월 12일 ~ )는 러시아의 배우이다.

## 출연 작품
- 원 브레스 - 마리나 역